# Ванцоне кон Сан Карло
Ванцоне кон Сан Карло (итал. Vanzone con San Carlo) је насеље у Италији у округу Вербано-Кузио-Осола, региону Пијемонт.
Према процени из 2011. у насељу је живело 109 становника. Насеље се налази на надморској висини од 576 м.

## Становништво
| 1931. | 1936. | 1951. | 1961. | 1971. | 1981. | 1991. | 2001. | 2011. |
| ----- | ----- | ----- | ----- | ----- | ----- | ----- | ----- | ----- |
| 658   | 675   | 724   | 595   | 514   | 486   | 505   | 512   | 435   |